# Coroner (seriál)
Coroner je kanadský dramatický televizní seriál od tvůrkyně Morwyn Brebner, která se inspirovala sérií novel britského autora M. R. Halla. Seriál měl premiéru v lednu 2019 na stanici CBC. V květnu roku 2020 byla ohlášena produkce třetí řady. Hlavní role v seriálu hrají Serinda Swan a Roger Cross. Americká stanice The CW začala seriál vysílat od první řady ve svém letním programu 2020 dne 5. srpna 2020.

## Obsazení
- Serinda Swan jako Jenny Cooper
- Roger Cross jako detektiv Donovan „Mac“ McAvoy
- Alli Chung jako detektiv Taylor Kim (1. řada)
- Eric Bruneau jako Liam Bouchard
- Ehren Kassam jako Ross Kalighi
- Tamara Podemski jako Alison Trent
- Lovell Adams-Gray jako Dr. Dwayne Allen (1. řada)
- Saad Siddiqui jako Dr. Neil Sharma (1. řada)
- Andy McQueen jako detektiv Malik Abed
- Kiley May jako River Baitz (2. řada, vedlejší role v 1. řadě)
- Nicholas Campbell jako Gordon Cooper (2. řada, vedlejší role v 1. řadě)
- Nicola Correia-Damude jako Kelly (2. řada)
- Olunike Adeliyi jako Noor (2. řada)

## Seznam dílů

### První řada (2019)
| Č. v seriálu | Č. v řadě | Původní název  | Režie             | Scénář                             | Premiéra v Kanadě |
| ------------ | --------- | -------------- | ----------------- | ---------------------------------- | ----------------- |
| 1            | 1         | Black Dog      | Adrienne Mitchell | Morwyn Brebner                     | 7. ledna 2019     |
| 2            | 2         | Bunny          | Adrienne Mitchell | Waneta Storms                      | 14. ledna 2019    |
| 3            | 3         | Scattered      | Adrienne Mitchell | Sean Reycraft                      | 21. ledna 2019    |
| 4            | 4         | Quick or Dead  | Adrienne Mitchell | Morwyn Brebner a Motion            | 28. ledna 2019    |
| 5            | 5         | All's Well     | Winnifred Jong    | Noelle Carbone                     | 4. února 2019     |
| 6            | 6         | Confetti Heart | Sherren Lee       | Seneca Aaron                       | 11. února 2019    |
| 7            | 7         | The Suburbs    | Paul Fox          | Noelle Carbone a Seneca Aaron      | 18. února 2019    |
| 8            | 8         | Bridges        | Paul Fox          | Morwyn Brebner a Nathalie Younglai | 25. února 2019    |

### Druhá řada (2020)
| Č. v seriálu | Č. v řadě | Původní název        | Režie             | Scénář            | Premiéra v Kanadě |
| ------------ | --------- | -------------------- | ----------------- | ----------------- | ----------------- |
| 9            | 1         | Fire                 | Adrienne Mitchell | Morwyn Brebner    | 6. ledna 2020     |
| 10           | 2         | Borders              | Adrienne Mitchell | Motion            | 13. ledna 2020    |
| 11           | 3         | Crispr Sistr         | Winnifred Jong    | Nathalie Younglai | 20. ledna 2020    |
| 12           | 4         | Unburied             | Winnifred Jong    | Sean Reycraft     | 27. ledna 2020    |
| 13           | 5         | One Drum             | Charles Officer   | Shannon Masters   | 3. února 2020     |
| 14           | 6         | The Flipside         | Charles Officer   | Seneca Aaron      | 10. února 2020    |
| 15           | 7         | Monster in the House | Adrienne Mitchell | Noelle Carbone    | 17. února 2020    |
| 16           | 8         | Fire                 | Adrienne Mitchell | Morwyn Brebner    | 24. února 2020    |